# Jiří Fryš
Jiří Fryš (* 11. března 1950, Praha) je český fotbalový trenér.

## Trenérská kariéra
Do konce podzimní části sezóny 1992-93 trénoval SKP Znojmo. V jarní části stejné sezóny nahradil v ligové Dukle Praha Františka Plasse a s týmem skončil v lize na 14. místě. V září 1993 v Dukle skončil a od jarní části sezóny se vrátil do SKP Znojmo. V letech 2001-2002 trénoval FC Group Dolní Kounice, kde skončil na podzim 2002. Jarní část sezóny 2002-2003 vedl ve druhé lize LeRK Prostějov. V sezóně 2007-2008 byl asistentem Martina Pulpita v lize v týmu SK Sigma Olomouc a po jeho odvolání vedl tým v posledních třech ligových kolech jako trenér.